# سه میمون خردمند

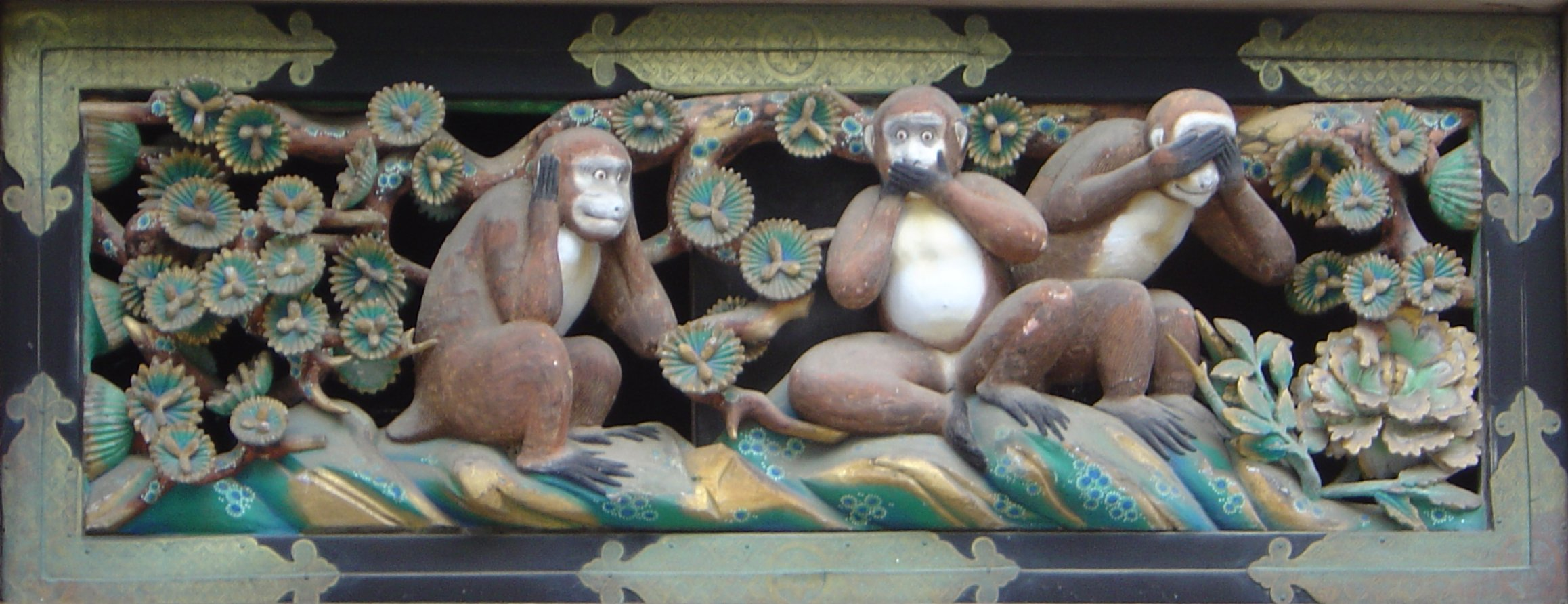

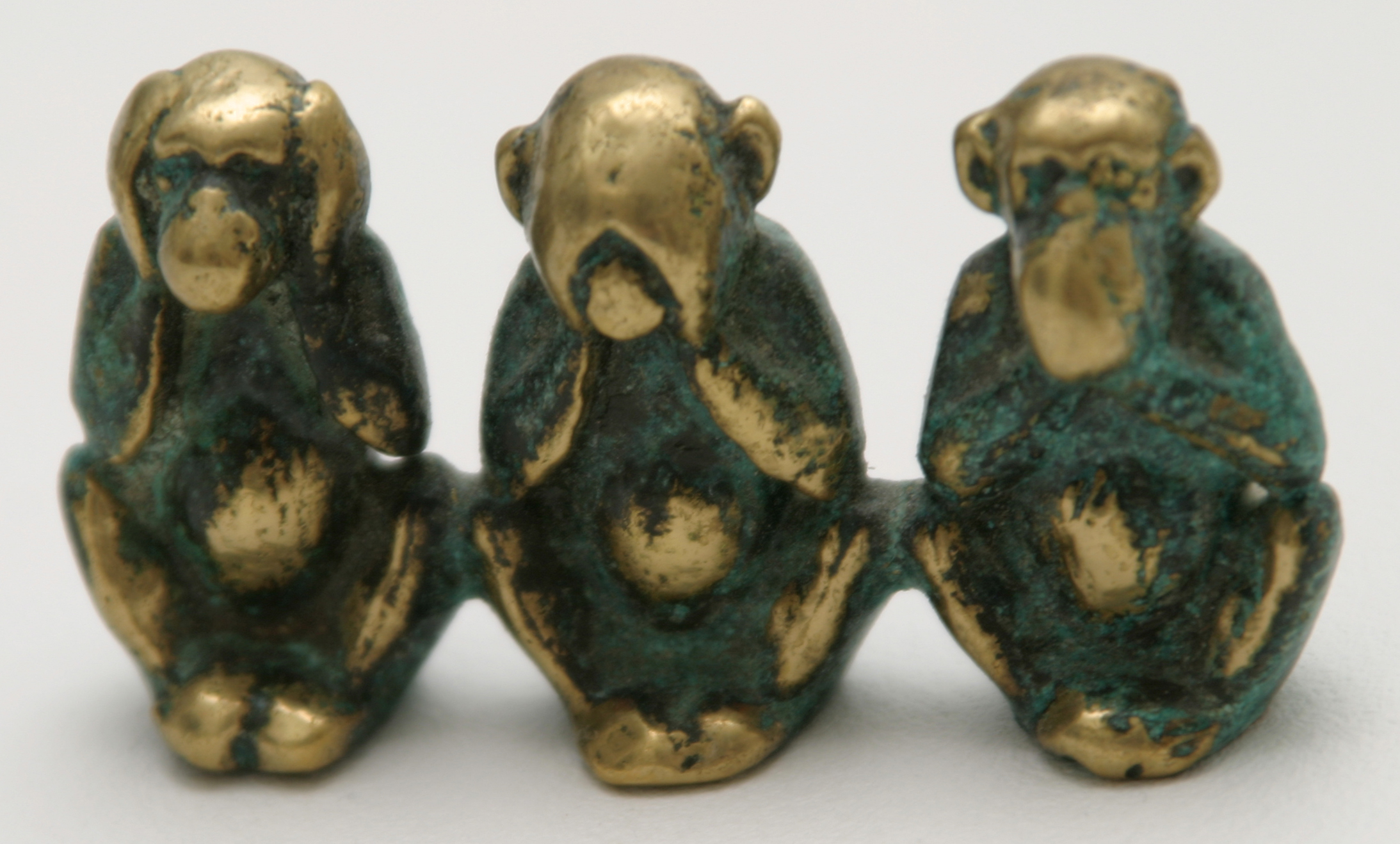

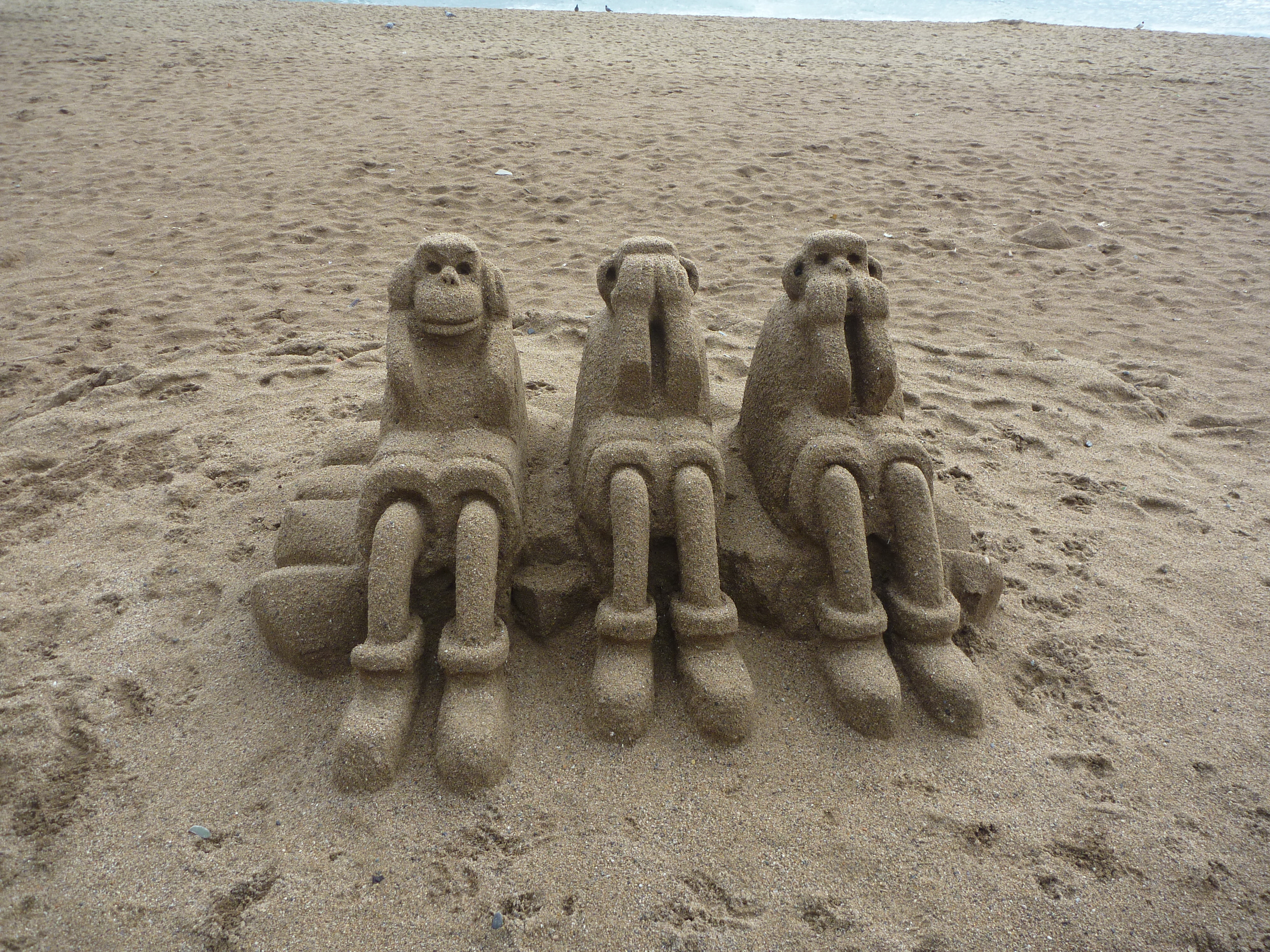

سه میمون خردمند (به ژاپنی: 三猿) میمون‌هایی سمبلیک در فرهنگ ژاپنی هستند که با کمک هنرهای تجسمی بیانگر: شَر نبین (see no evil)، شَر نشنو (hear no evil)، و شَر نگو (speak no evil) هستند.
یکی از میمون‌ها، میزارو (Mizaru) چشمهایش را می‌پوشاند که بیانگر ندیدن شر و بدی است. میمون دوم، ایوازارو (Iwazaru)، دهانش را پوشانده و بدی نمی‌گوید و میمون دیگر، کیکازارو (Kikazaru)، گوشهایش را می‌پوشاند و بدیها را نمی‌شنود. گاهی میمون چهارمی هم به اینها افزوده می‌شود به نام شیزارو (Shizaru)، که سمبلی است بیانگر این پند: بدی نکن (do no evil)، این میمون گاهی شکم خود و گاهی اندام تناسلی خود را می‌پوشاند یا فقط دست‌هایش را به سینه به صورت صلیب روی هم می‌گذارد.
این مجسمه‌ها در قرن هفدهم روی در معبد مقدس «توشو-گو» در شهر نیکو در استان توچیگی در ژاپن تراشیده شده‌اند.
نقش این سه میمون روی درِ مقبره ایاسو، نخستین فرمانده توکوگاوا، ژاپن هست؛ با شعارِ «گوش بر بدی، دهان بر دشنام و چشم بر زشتی فرو بند» (تصویر و توضیح در کتاب فرهنگ نمادها اثر ژان شوالیه و آلن گربران)
این اندرز اخلاقی شاید همراه یک افسانه بودایی قرن هشتم چینی به ژاپن آمده باشد.
در زبان چینی یک عبارت مشابه در گلچین کنفسیوس هست به معنای «به آنچه که برخلاف آداب مرسوم برازندگی است نگاه نکن، آنچه که برخلاف آداب مرسوم برازندگی است گوش نکن و آنچه که برخلاف آداب مرسوم برازندگی است نگو». ممکن است که این عبارت خلاصه شده اندرز کنفسیوس چینی باشد. (البته در آموزه‌های ایران باستان هم همان «پندار نیک، گفتار نیک، کردار نیک» به نوعی تداعی‌کننده این اندرز می‌تواند باشد).
برخی هم این اندرزها را به معتقدات کوشین (Kōshin) ارتباط دادند.
در ژاپن، مجموع این سه میمون را کوشین ساما یا کوشین زوکا به معنای ستاره راهنما می‌نامند. (از کتاب فرهنگ سمبل‌ها، اساطیر و فولکلور اثر گرترود جابز)